# Meliboeus viridiventris
Meliboeus viridiventris es una especie de escarabajo del género Meliboeus, familia Buprestidae. Fue descrita científicamente por Obenberger en 1940.